# Hydnum dispersum
Hydnum dispersum é uma espécia de fungo pertence à família Hydnaceae.